# رونو ألتونن
رونو ألتونن (بالفنلندية: Rauno Aaltonen) مواليد 7 يناير 1938 في توركو، هو سائق راليات فنلندي سابق بدأ مسيرته في سنة 1973. كان أول رالي له هو رالي مونت كارلو 1973. تسابق في بطولة العالم للراليات. صعد على المنصة 6 مرات خلال مسيرته.

## معرض صور

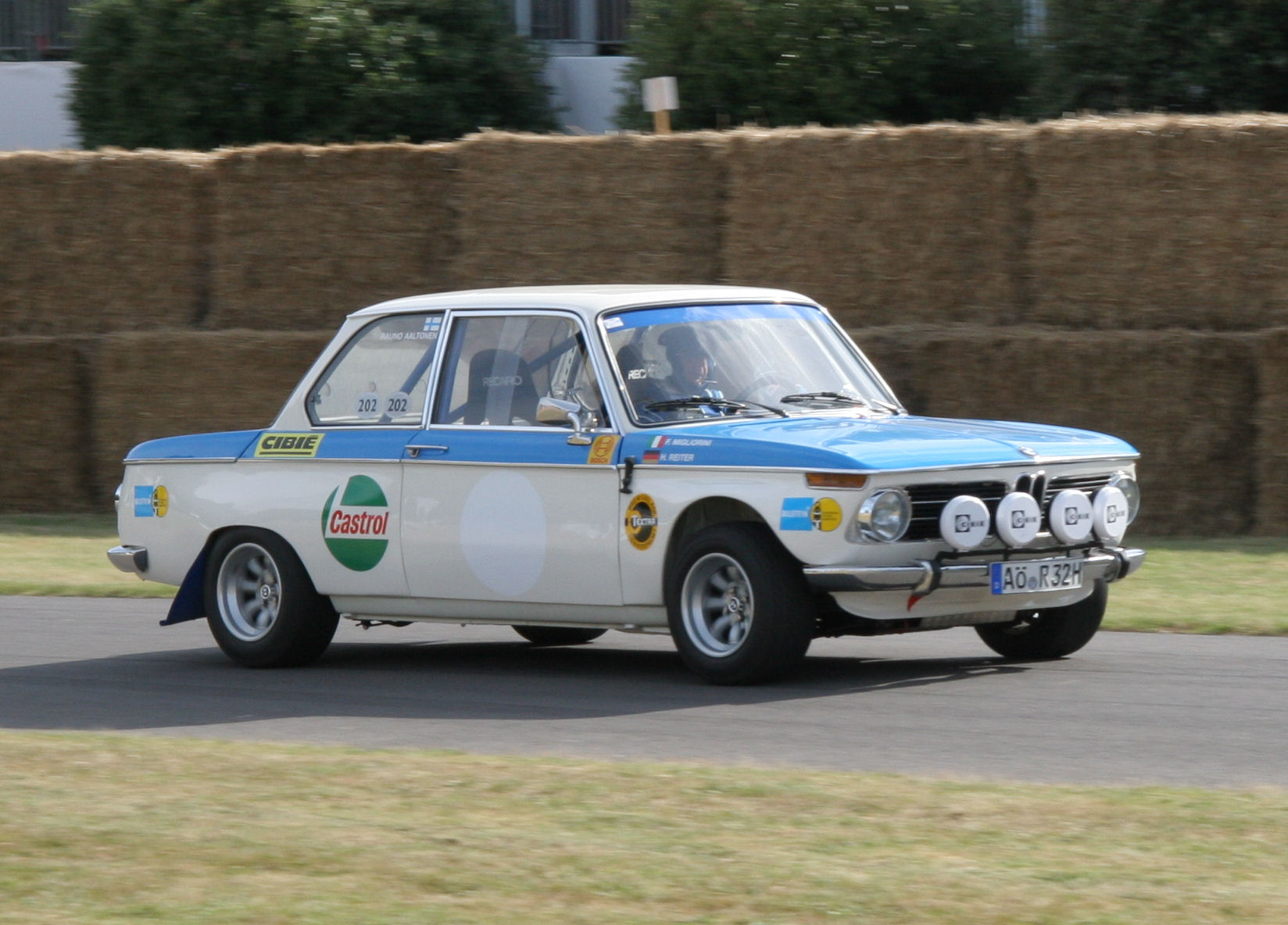
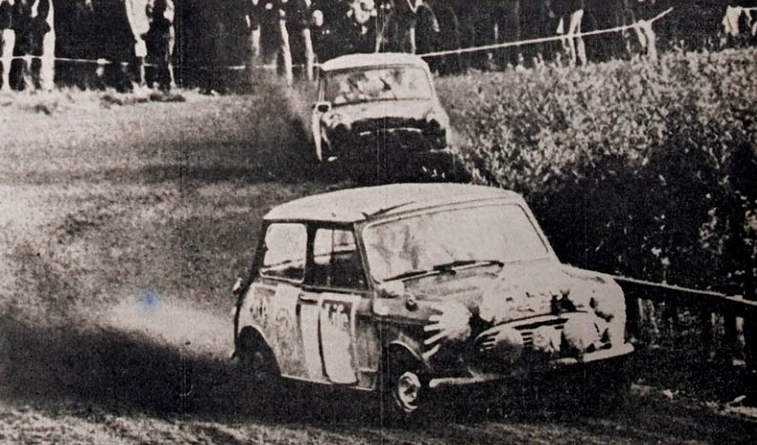
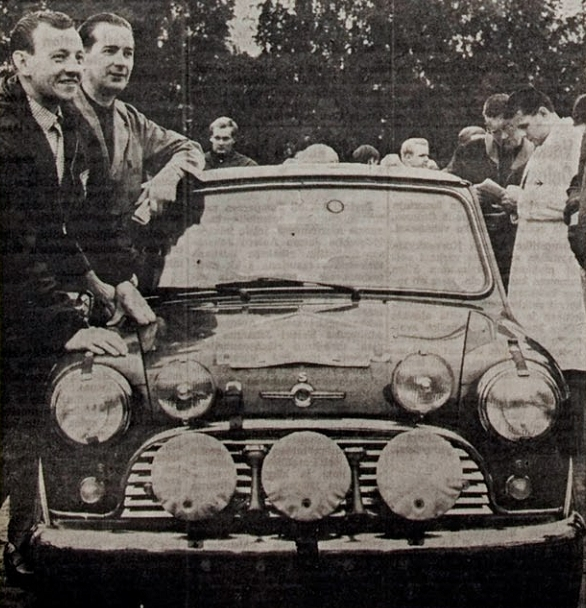
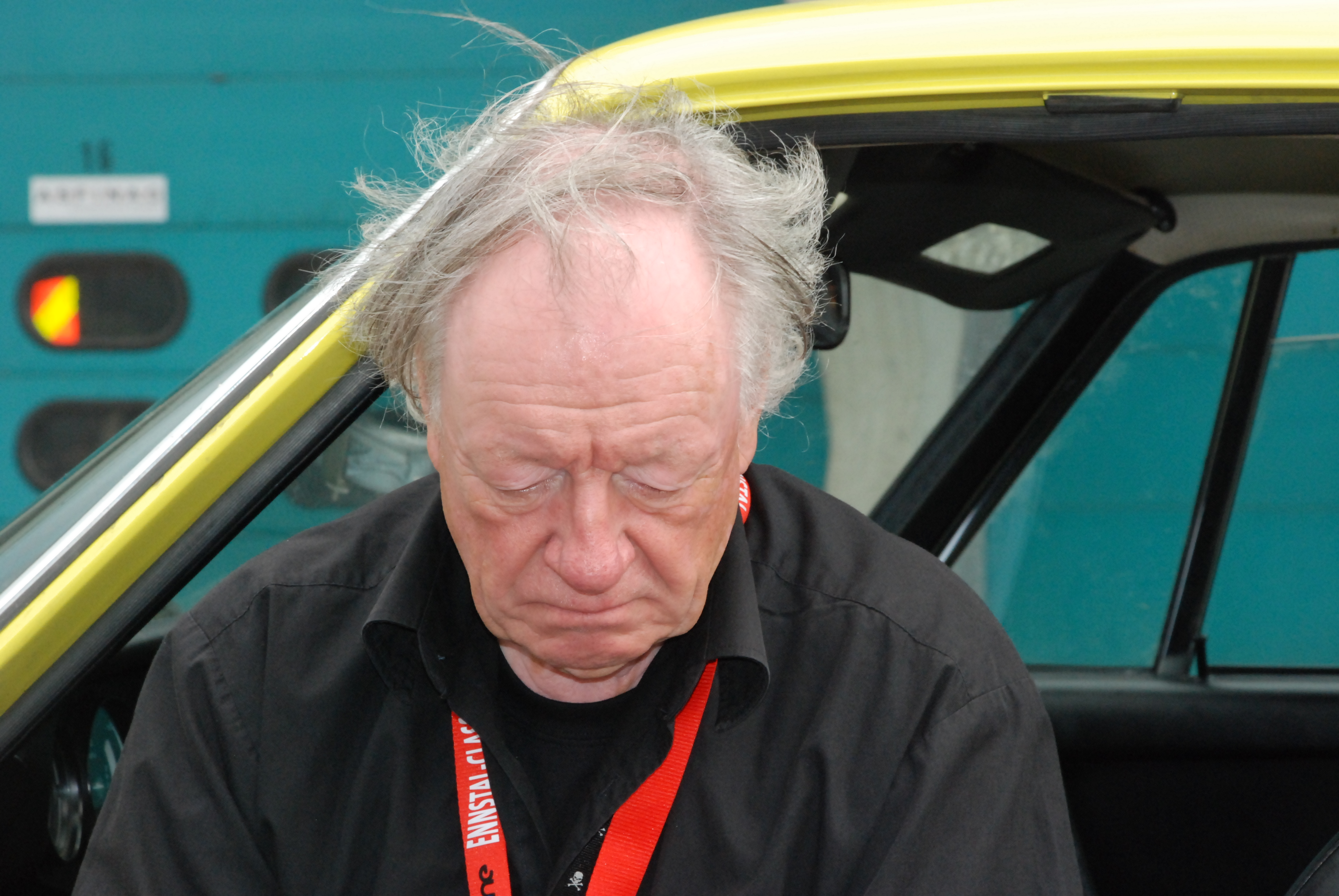
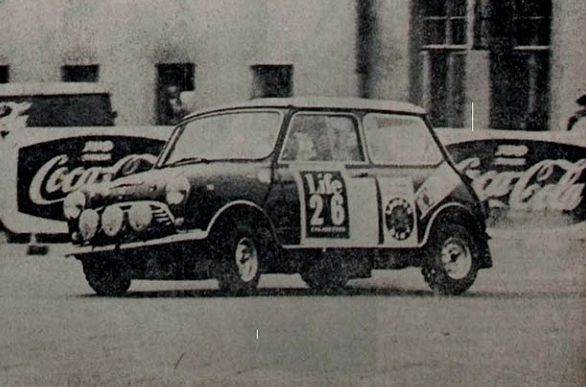

## فرق مثلها
- أوبل
- داتسون